# دوزنبرگ مدل جی
دوزنبرگ مدل جی (انگلیسی: Duesenberg Model J) مجموعه خودروی لوکس تولیدشده توسط کارخانه اتومبیل‌سازی مشهور آمریکایی دوزنبرگ است. طراحی و ساخت این اتوموبیل با هدف رقابت با لوکس‌ترین و قدرتمندترین خودروهای آن مقطع از دنیا صورت پذیرفت. این محصول در سال ۱۹۲۸ و درست یک سال قبل از سقوط بازار سهام که منجر به ایجاد رکود شدید اقتصادی گردید معرفی شد. دوزنبرگ مدل جی تا سال ۱۹۳۷ به فروش می‌رسید.

## مدل دارای سوپرشارژ اس‌جی
شعار بازاریابی دوزنبرگ این بود؛ تنها اتوموبیلی که می‌تواند از کنار دوزنبرگ عبور کند، دوزنبرگ دیگری است - البته با رضایت صاحب دوزنبرگ اولی. مصداق شعار فوق مدل قدرتمند دارای سوپرشارژ دوزنبرگ اس‌جی بود. این مدل دارای ۳۲۰ اسب بخار (۲۳۹ کیلووات) قدرت و فاصلهٔ محور ۱۴۲٫۵ اینچ (۳۶۲ سانتیمتر) بود. مدل اس‌جی در مه ۱۹۳۲ توسط فرد دوزنبرگ معرفی شد. لوله‌های اگزوز با طراحی خارجی پُر زرق‌وبرق هم در این مدل به عنوان یک گزینهٔ در راستای تنفس طبیعی خودرو در نظر گرفته‌شده بود. فرد دوزنبرگ به واسطهٔ سینه‌پهلو در ۲۶ ژوئیه سال ۱۹۳۲ درگذشت، جراحتی که به واسطه یک تصادف اتوموبیل برای وی رخ داد. اتوموبیل وی در هنگام تصادف یک دوزنبرگ کانورتیبل مورفی مدل اس‌جی بود. برادر او آگوست، وظایف فرد را به عنوان مهندس ارشد بر عهده گرفت. تنها ۳۶ دستگاه از خودروی دوزنبرگ مدل اس‌جی تولید گردید.

## نگارخانه

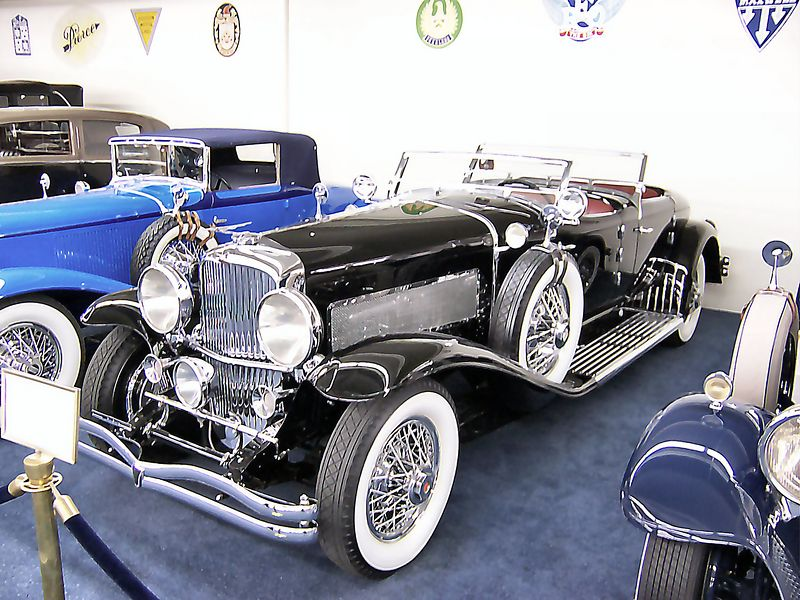
۱۹۳۰ دوزنبرگ جی
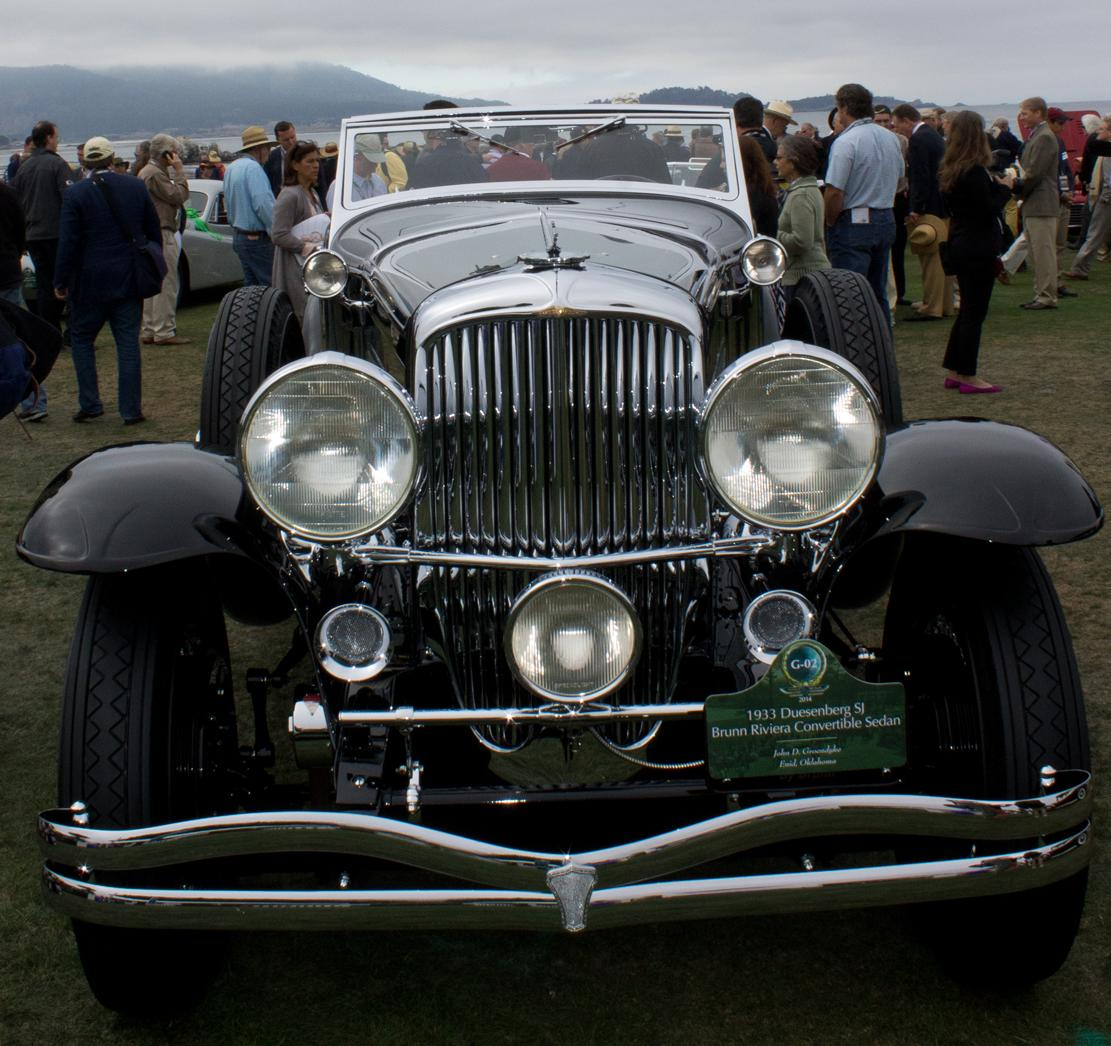
۱۹۳۳ سدان
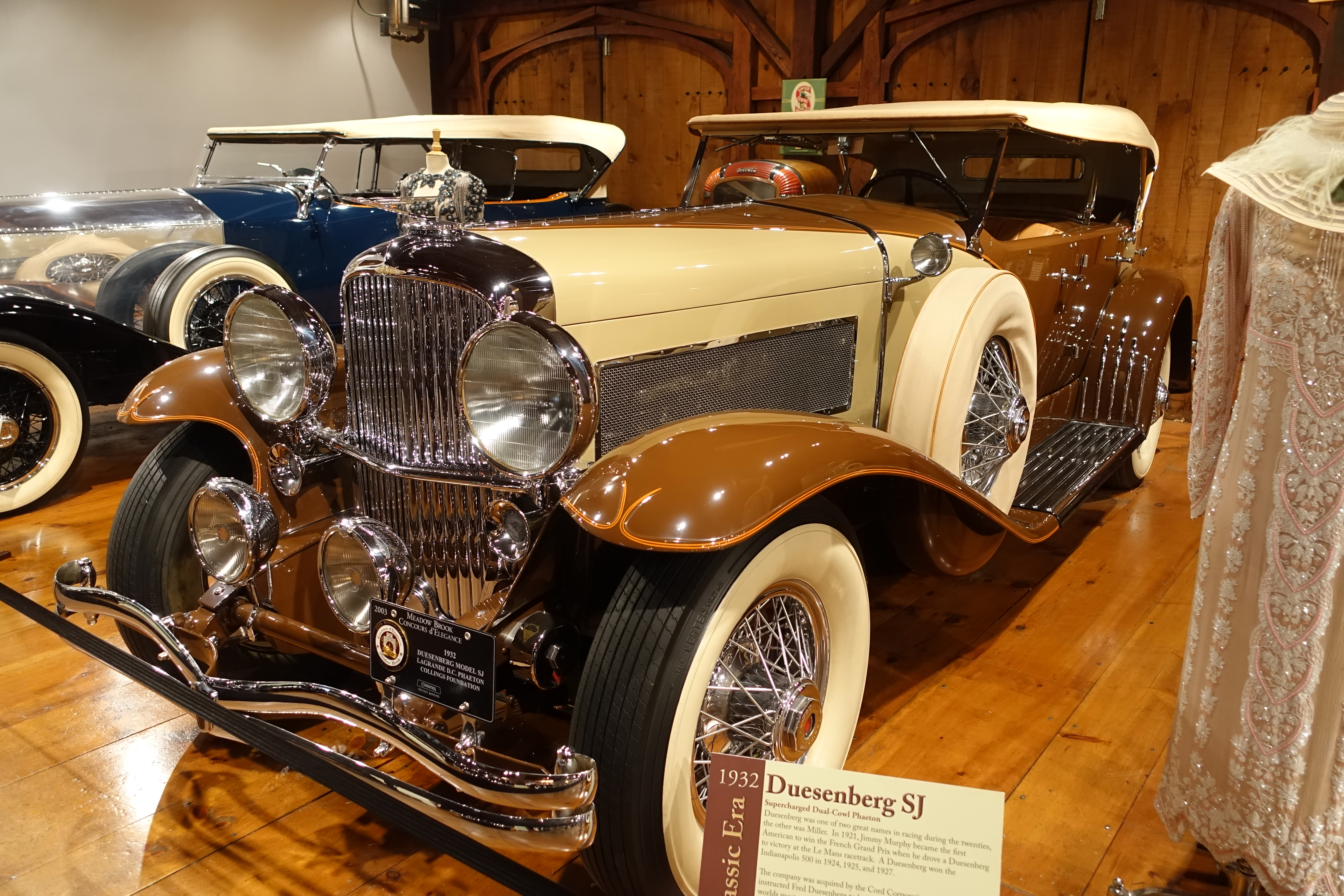
۱۹۳۲ دوزنبرگ اس‌جی
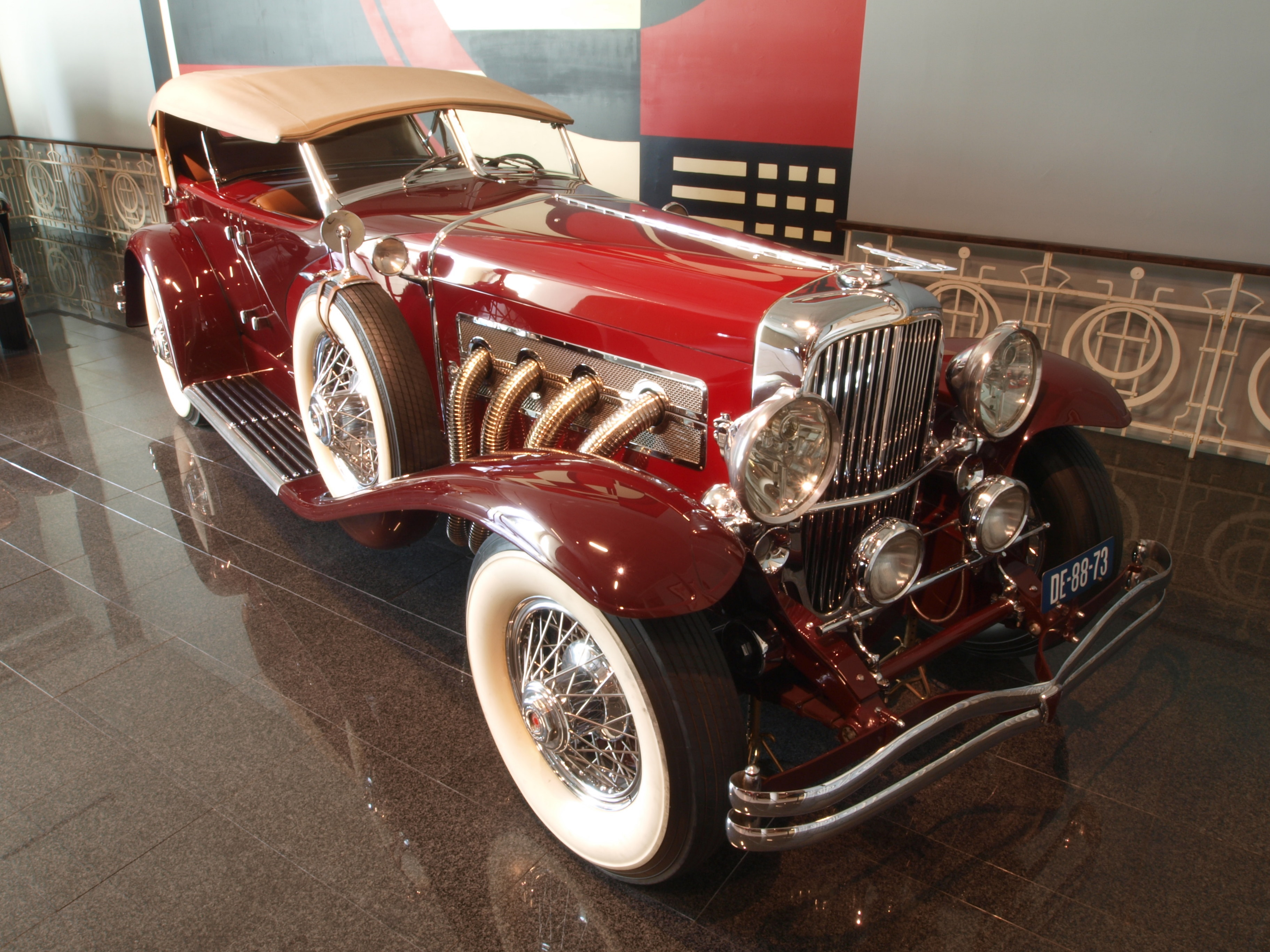
۱۹۳۵ دوزنبرگ مدل اس‌جی لاگراند
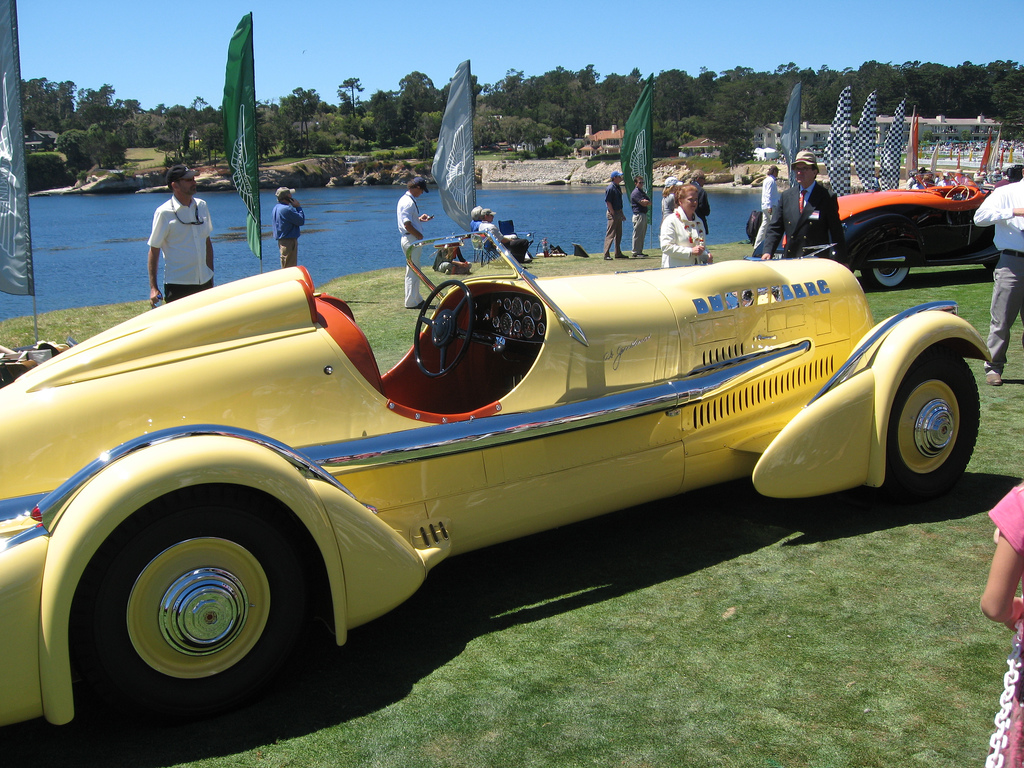
دوزنبرگ اس‌جی مورمون متئور
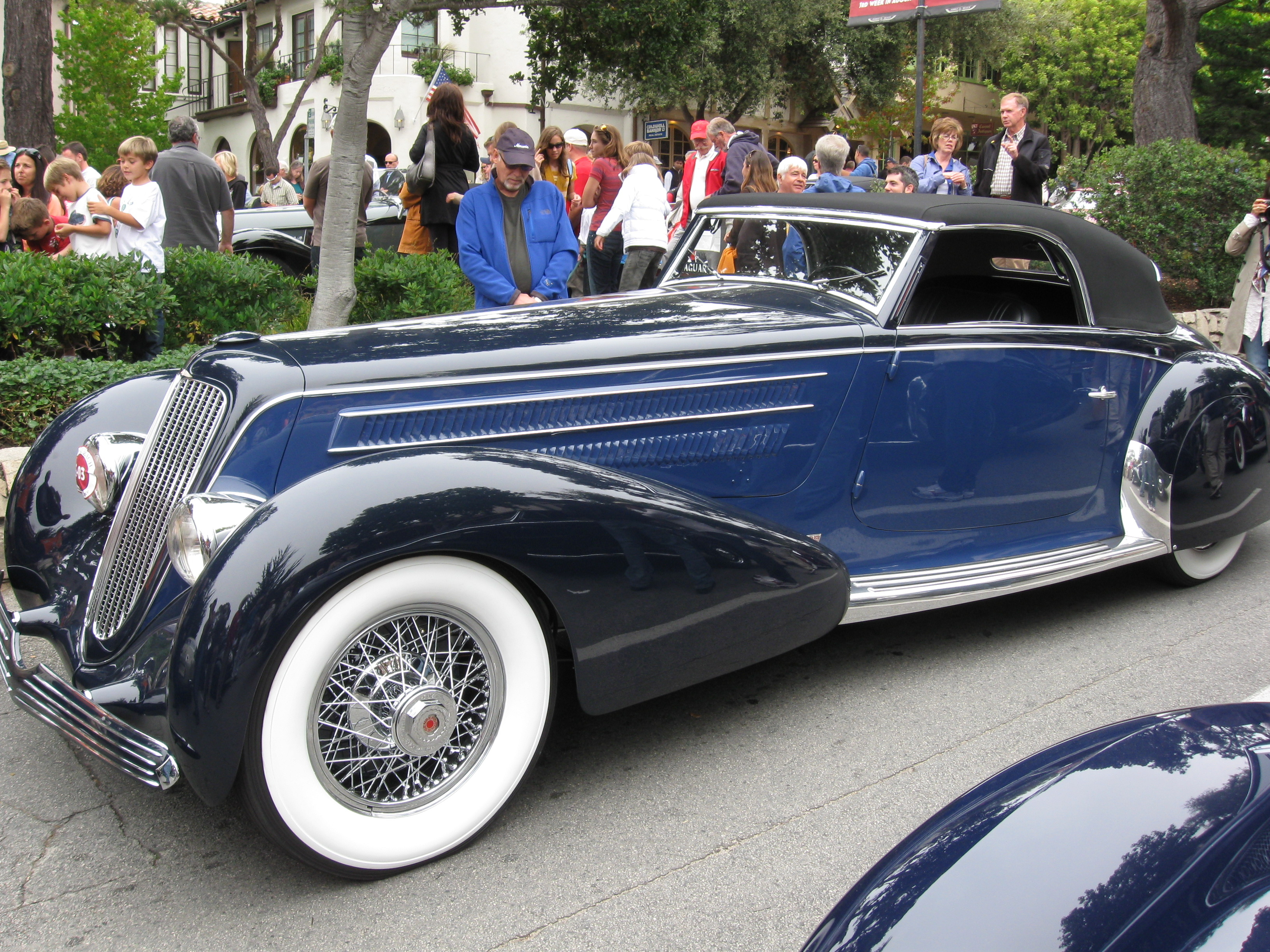
دوزنبرگ گرابر
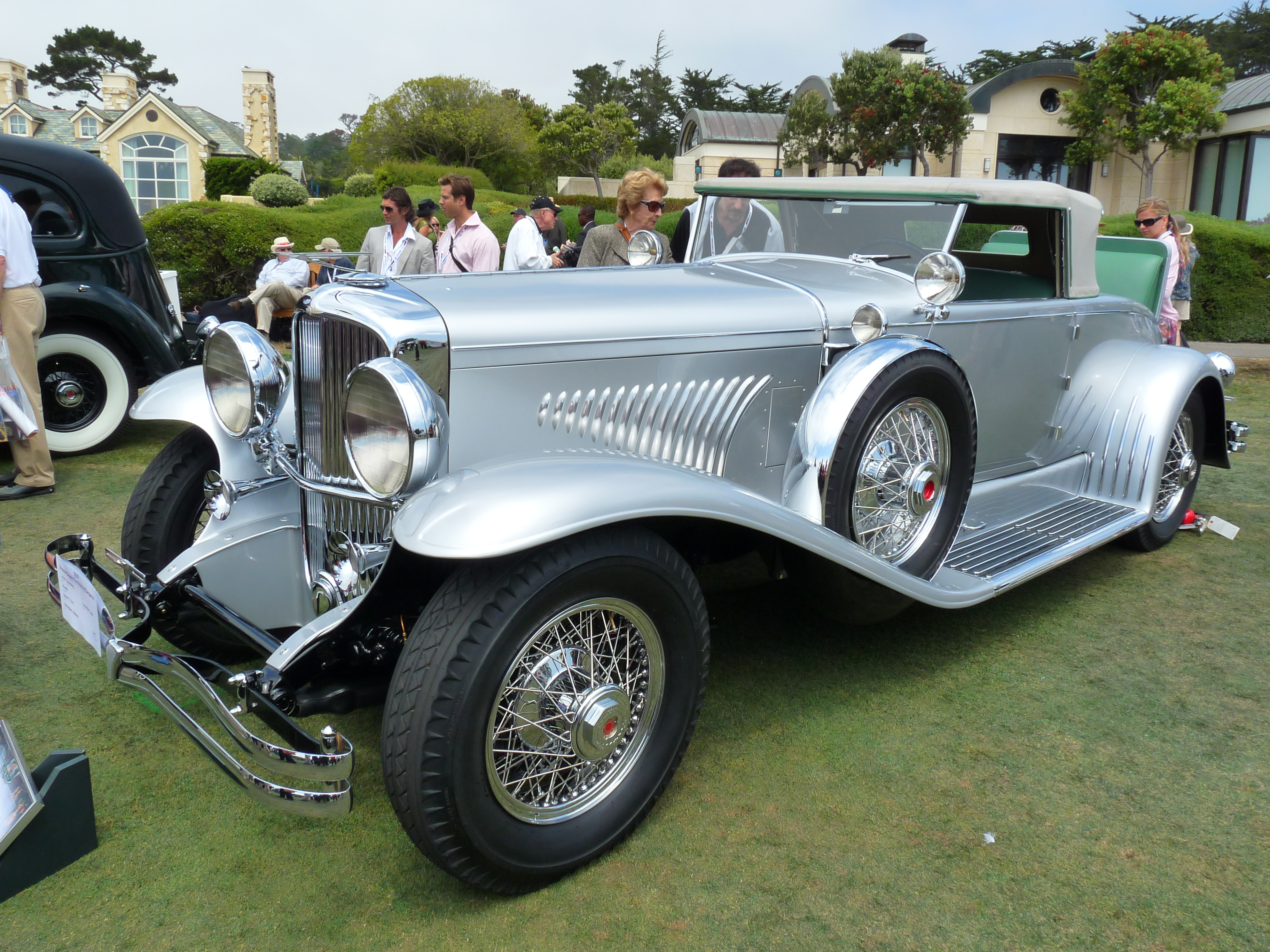
۱۹۲۹ دوزنبرگ جی مورفی کانورتیبل کوپه
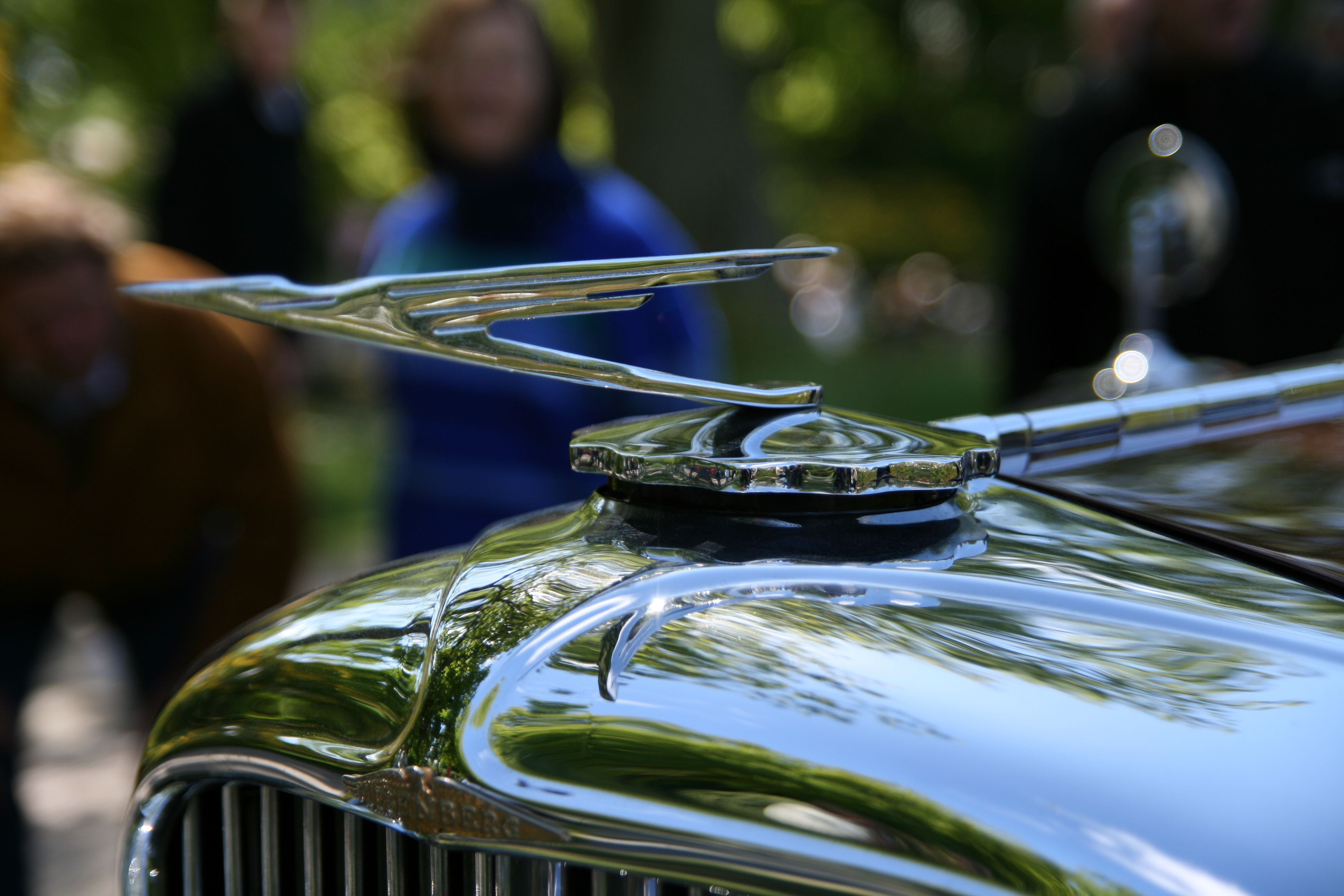
دوزنبرگ مدل جی